# Кориліс сулавеський
Кори́ліс сулавеський (Loriculus exilis) — вид папугоподібних птахів родини Psittaculidae. Ендемік Індонезії.

## Поширення і екологія
Сулавеські кориліси є ендеміками Сулавесі. Вони живуть у вологих рівнинних тропічних лісах, мангрових лісах і в чагарникових зростях. Зустрічаються на висоті до 1000 м над рівнем моря.

## Збереження
МСОП класифікує стан збереження цього виду як близький до загрозливого. Сулавеським корилісам загрожує знищення природного середовища.